# Федоровка (Юхновський район)
Федоровка (рос. Федоровка) — присілок в Юхновському районі Калузької області Російської Федерації.
Населення становить 21 особу. Входить до складу муніципального утворення Село Щелканово.

## Історія
Від 2004 року входить до складу муніципального утворення Село Щелканово

## Населення
1. Н/Д[2]